# 日産プリンス千葉販売
日産プリンス千葉販売株式会社（にっさんプリンスちばはんばい）は、千葉県千葉市に本社を置く日産自動車の販売会社である。

## 沿革
- 1956年4月 - 設立。
- 1966年7月 - 日産プリンス千葉販売株式会社設立。
- 1969年 - 日産プリンス千葉販売のサニー事業部が日産サニー千葉北販売株式会社として独立。
- 1970年9月 - メーカー直資で日産チェリー千葉販売株式会社を設立。
- 1987年4月1日 - 日産チェリー千葉販売が日産チェリー市原販売株式会社を吸収合併。
- 1989年7月10日 - 日産プリンス千葉販売と日産チェリー千葉販売の2社が共にZ32型フェアレディZの販売権を取得（Z31型迄は日産店＝ブルーバード販売会社の専売車種であった）。
- 1990年 - 日産チェリー販売協会が日産プリンス自動車販売協会への統合に伴い、日産チェリー千葉販売がシーマ、グロリア乗用モデルの正規販売権を取得。同年5月、日産プリンス千葉販売と日産チェリー千葉販売の2社が輸入車のフォルクスワーゲン・パサートの販売権を取得。（1992年3月に取り扱い終了）
- 1997年 - 日産チェリー千葉販売と合併。
- 1999年10月 - 日産サニー千葉北販売が株式会社日産サティオ千葉北に社名変更。
- 2009年10月 - 千葉日産自動車グループが持株会社制に移行するに当たり、持株会社「株式会社CNホールディングス」の一員となる。
- 2020年4月 - 日産サティオ千葉北と合併。

## モータースポーツ
かつてはスカイライン（R31、R32型）でスーパー耐久に出場し、クラス優勝もしたことあった。

## 事件
- 日産自動車の販売会社社員らでつくる全日産販売労働組合（東京）から下部組織の日産プリンス千葉1 件販売労組1 件が脱退したのは、日産プリンス千葉販売の社長らによる違法な誘導行為があったためとして、全日産販売労組が同社や社長らに計550万円の損害賠償を求めた訴訟の判決で、東京地裁は22日、計220万円の支払いを命じた。

難波裁判長は「被告会社の社長と常務は地位に固執する同社の労組委員長と共謀し、原告労組の上部組織が運営する共済からの借入金返済を一時的に肩代わりするなどして脱退を援助した。原告労組の団結権は侵害された」と判断した。 判決によると、日産プリンス千葉販売労組（組合員約530人）は2005年4月、原告労組（組合員約4万5000人）から脱退することを組合員の賛成多数で決め、同6月に全員が脱退した。 被告会社は借入金肩代わりに加え、紛争に備えて弁護士をあっせんしたり、原告労組が一部負担していた委員長の給与を支払ったりした。

## 事業所（営業所）

### 新車店舗
- 千葉中央店 - 千葉市中央区千葉港
- 末広店 - 千葉市中央区末広
- 高品店 - 千葉市中央区祐光
- ニスモ新港店 - 千葉市美浜区新港（旧日産チェリー千葉販売の元本社の跡地）
- 日産アプリーテ千葉 - 千葉市稲毛区園生町
- 桜木店 - 千葉市若葉区桜木
- 土気店 - 千葉市緑区あすみが丘

「千葉トヨペット・土気店」（トヨタ勝又グループ）との複合店舗。
- 幕張インター店 - 習志野市鷺沼
- 習志野店 - 船橋市習志野
- 船橋中央店 - 船橋市市場
- 船橋南店 - 船橋市海神町
- 金杉店 - 船橋市金杉
- 西船橋店 - 船橋市本郷町
- 市川店 - 市川市田尻
- 浦安店 - 市川市相之川
- 松戸店 - 松戸市南花島
- 松飛台店 - 松戸市松飛台
- 流山店 - 流山市鰭ケ崎
- 柏店 - 柏市若柴
- 柏プラザ店 - 柏市柏
- 野田店 - 野田市山崎
- 我孫子店 - 我孫子市若松
- 鎌ヶ谷店 - 鎌ケ谷市初富本町
- 八千代北店 - 八千代市大和田新田
- 佐倉店 - 佐倉市王子台
- 千葉ニュータウン店 - 印西市高花
- 成田店 - 印旛郡酒々井町伊篠
- 佐原店 - 香取市与倉
- 銚子店 - 銚子市芦崎町
- 旭店 - 旭市二
- 横芝店 - 山武郡横芝光町横芝
- 東金店 - 東金市小野
- 市原店 - 市原市八幡海岸通
- 牛久店 - 市原市牛久
- 木更津店 - 木更津市潮見
- 茂原店 - 茂原市内長谷
- 大原店 - いすみ市日在
- 鴨川店 - 鴨川市花房

## 千葉県内の他日産車販売店
CNホールディングス
- 日産サティオ千葉北
- 千葉日産自動車

日産自動車直営（日産ネットワークホールディングス）
- 日産サティオ千葉